# Налог на добавленную стоимость

Карта стран и территорий по наличию НДС
Есть НДС
Нет НДС

Нало́г на доба́вленную сто́имость (НДС) — косвенный налог, форма изъятия в бюджет государства части добавленной стоимости товара, работы или услуги, которая создаётся в процессе производства товаров, работ и услуг.
В результате применения НДС конечный потребитель товара, работы или услуги уплачивает продавцу налог со всей стоимости приобретаемого им блага, однако в бюджет эта сумма начинает поступать ранее конечной реализации, так как налог со своей части стоимости, «добавленной» к стоимости приобретённых сырья, работ и (или) услуг, необходимых для производства, уплачивает в бюджет каждый, кто участвует в производстве товара, работы или услуги на различных стадиях.
Сейчас НДС применяют 137 стран. Самые высокие ставки применяются в Таиланде (28 %, корпоративный) и Венгрии (27 %). Из стран с крупной экономикой НДС отсутствует в США и Японии, в которых действует налог с продаж: в США — по ставке от 0 % до 15 % в зависимости от штата, в Японии — фиксированные 10 % (с 1 октября 2019 года).

## История
Идея НДС восходит к Карлу Фридриху фон Сименсу. В 1919 году в своих работах фон Сименс раскритиковал существовавший тогда налог с продаж: по его мнению чем больше стадий проходил продукт на пути к конечному потребителю, тем выше было налоговое бремя. Это способствовало конкурентным преимуществам крупных компаний с высокой степенью вертикальной интеграции (чьи внутренние стадии не облагались налогами) и, таким образом, противоречило основам честной конкуренции. Лишь в конце 1940-х годов от применения этой практики начали отказываться.
Первые шаги по введению новой налоговой системы сделала Франция. «Изобретателем» налога на добавленную стоимость стал в 1954 году Морис Лоре — директор Дирекции по налогам и сборам Министерства экономики, финансов и промышленности Франции. Сначала новый вид налога тестировался во французской колонии — Кот-д’Ивуаре. Признав эксперимент успешным, налог ввели во Франции в 1958 году. Впоследствии всем странам европейского сообщества директивой Совета ЕЭС было предписано ввести НДС для субъектов экономической деятельности на своей территории до конца 1972 года. В Европейском союзе НДС законодательно стандартизирован так называемой Директивой о системе налога на добавленную стоимость (MwStSystRL, 2006 год).
На рубеже тысячелетий около 120 стран взимали налог на добавленную стоимость и получали от него в среднем около 25 % своих налоговых поступлений.

## Особенности исчисления и взимания
Внешне (для покупателя) НДС напоминает налог с оборота или налог с продаж, то есть продавец добавляет его к стоимости продаваемых товаров или оказанию услуг. Однако в отличие от оборотных налогов или налогов с продаж, продавец при расчёте общей суммы своих обязательств перед бюджетом имеет право вычесть из суммы налога, полученной от покупателя, сумму налога, который он уплатил своему поставщику за облагаемые налогом товары или услуги. Считается, что этот налог является косвенным, а его бремя ложится в итоге не на торговцев, а на конечных потребителей товаров и услуг.

Такая система налогообложения (по сути, являющаяся модификацией налога с продаж) создана для решения нескольких задач.
Во-первых, распределение уплаты налога в бюджет между стадиями производственно-коммерческого цикла позволяет избежать каскадного эффекта, то есть многократного взимания налога с одной и той же стоимости. В современной экономике при производстве товаров или предоставлении услуг происходит множество затрат, поэтому наличие каскадного эффекта может привести к существенному увеличению суммы выплачиваемого налога.
Во-вторых, распределение обязанности по уплате налога в бюджет между различными налогоплательщиками позволяет минимизировать риски уклонения от налогообложения. В системе налога с продаж уклонение от налога розничным продавцом означает потерю всей суммы налога, в условиях НДС неуплата налога одним участником производственно-коммерческого цикла не исключает возможности получения этой же суммы на последующих стадиях производства (перепродажи). Это, естественно, не исключает полностью всех технологий уклонения от налогообложения.
В-третьих, НДС (в условиях современной экономики) позволяет «очистить» экспортируемые товары от национальных налогов и взимать косвенный налог по принципу «страны назначения». Не только освобождение от взимания НДС с экспортёра, но и возможность возмещения НДС, уплаченного экспортёром товара своим поставщикам, позволяет добиться того, что товары, экспортируемые из страны, применяющей НДС, будут полностью освобождены от национальных косвенных налогов и таким образом, национальное косвенное налогообложение не будет влиять на конкурентоспособность национального производства.
Налог на добавленную стоимость — это универсальный косвенный налог (универсальный акциз). Универсальный потому, что в объект НДС вошли и товары и услуги, чего ранее не было. Универсальным НДС называется также потому, что он охватывает всех участников производства и реализации товаров и услуг и последовательно перелагается на конечного потребителя.

## Россия
В России НДС действует с 1 января 1992 года. Порядок исчисления налога и его уплаты первоначально был определён законом «О налоге на добавленную стоимость», с 2001 года регулируется главой 21 Налогового кодекса РФ.
Отдельные категории налогоплательщиков и отдельные виды операций не подлежат обложению налогом. В целом изъятий и льгот по НДС в НК РФ более 100. В частности, организации и индивидуальные предприниматели имеют право на освобождение от обязанностей плательщика НДС, если сумма выручки от реализации товаров, работ, услуг за три предшествующих последовательных календарных месяца не превысила определённой величины (в соответствии с п. 1 ст. 145 НК РФ — 2 млн руб.), если организация или предприниматель перешли на специальный налоговый режим УСН.

### Плательщики НДС
Налогоплательщиками налога на добавленную стоимость признаются:
- организации:
  - промышленные и финансовые, государственные и муниципальные предприятия, учреждения, хозяйственные товарищества и общества независимо от форм собственности и ведомственной принадлежности, имеющие статус юридического лица и осуществляющие производственную и иную коммерческую деятельность; также страховые общества и банки (исключая операции, на проведение которых требуется банковская или страховая лицензия) и др.;
  - предприятия с иностранными инвестициями, осуществляющие производственную и иную коммерческую деятельность;
  - индивидуальные (семейные) частные предприятия и предприятия, созданные частными и общественными организациями на праве полного хозяйственного ведения, осуществляющие производственную и иную коммерческую деятельность;
  - филиалы, отделения и другие обособленные подразделения предприятий (не являющиеся юридическими лицами), имеющие расчётные счета и самостоятельно реализующие за плату товары (работы, услуги) и в силу этого относящиеся к налогоплательщикам;
  - международные объединения и иностранные юридические лица, осуществляющие предпринимательскую деятельность на территории Российской Федерации;
  - некоммерческие организации в случае осуществления ими коммерческой деятельности, включающей операции по реализации основных средств и иного имущества;
- индивидуальные предприниматели (с 01.01.2001 г.);
- лица, признаваемые налогоплательщиками налога на добавленную стоимость в связи с перемещением товаров через таможенную границу Таможенного союза, определяемые в соответствии с таможенным законодательством Таможенного союза и законодательством Российской Федерации о таможенном деле.

Организации и индивидуальные предприниматели могут быть освобождены от исполнения обязанностей налогоплательщика, если за три предшествующих последовательных календарных месяца сумма выручки от реализации товаров (работ, услуг) без учёта НДС не превысила в совокупности 2 млн руб.

### Объект налогообложения
Объектом налогообложения признаются следующие операции (статья 146 НК РФ):
1. реализация товаров (работ, услуг) на территории Российской Федерации, в том числе реализация «предметов залога» и передача товаров (результатов выполненных работ, оказание услуг) по соглашению о предоставлении «отступного» или «новации», а также передача имущественных прав; также передача права собственности на товары, результаты выполненных работ, оказание услуг на безвозмездной основе признаётся реализацией товаров (работ, услуг);
2. передача на территории Российской Федерации товаров (выполнение работ, оказание услуг) для собственных нужд, «расходы» на которые не принимаются к вычету (в том числе через амортизационные отчисления) при исчислении налога на прибыль организаций;
3. строительно-монтажные работы для собственного потребления;
4. ввоз товаров на территорию Российской Федерации и иные территории, находящиеся под её юрисдикцией.

Не признаются объектом налогообложения:
1. операции, которые не признаются реализацией товаров, работ, услуг, указанные в пункте 3 статьи 39 НК РФ;
2. передача на безвозмездной основе объектов социально-культурного и жилищно-коммунального назначения, а также дорог, электрических сетей, подстанций, газовых сетей, водозаборных сооружений и других подобных объектов органам государственной власти и органам местного самоуправления;
3. передача имущества государственных и муниципальных предприятий, выкупаемого в порядке «приватизации»;
4. выполнение работ (оказание услуг) органами, входящими в систему органов государственной власти и органов местного самоуправления, в рамках выполнения возложенных на них исключительных полномочий в определённой сфере деятельности в случае, если обязательность выполнения указанных работ (оказания услуг) установлена законодательно;
5. передача на безвозмездной основе, оказание услуг по передаче в безвозмездное пользование объектов основных средств органам государственной власти и управления и органам местного самоуправления, а также государственным и муниципальным учреждениям, государственным и муниципальным унитарным предприятиям;
6. операции по реализации земельных участков (долей в них);
7. передача имущественных прав организации её «Правопреемнику» (правопреемникам);
8. передача денежных средств или недвижимого имущества на формирование или пополнение целевого капитала некоммерческой организации в порядке, установленном Федеральным «законом» от 30 декабря 2006 года N 275-ФЗ «О порядке формирования и использования целевого капитала некоммерческих организаций»;
9. операции по реализации налогоплательщиками, являющимися российскими организаторами Олимпийских игр и Паралимпийских игр
10. оказание услуг по передаче в безвозмездное пользование «некоммерческим организациям» на осуществление уставной деятельности государственного имущества, не закреплённого за государственными предприятиями и учреждениями, составляющего государственную казну всех уровней (от государственной казны до казны автономной области);
11. выполнение работ (оказание услуг) в рамках дополнительных мероприятий, направленных на снижение напряжённости на рынке труда субъектов Российской Федерации, реализуемых в соответствии с решениями Правительства Российской Федерации;
12. операции по реализации (передаче) на территории Российской Федерации государственного или муниципального имущества (Федеральный закон от 22 июля 2008 года N 159-ФЗ «Об особенностях отчуждения недвижимого имущества, находящегося в государственной собственности субъектов Российской Федерации или в муниципальной собственности и арендуемого субъектами малого и среднего предпринимательства, и о внесении изменений в отдельные законодательные акты Российской Федерации»).

### Ставки НДС в России
С 1 января 2019 года ставка НДС составляет 20 %. Согласно исследованию Института народнохозяйственного прогнозирования РАН, в 2019 году госбюджет получит, за счёт повышения ставки налога на добавленную стоимость с 18 до 20 %, дополнительно 800 млрд рублей. Это — прямые дополнительные доходы бюджета, но рост НДС приведёт также к увеличению налогооблагаемой базы по другим фискальным сборам.
Для некоторых продовольственных товаров, книг, товаров для детей и некоторых категорий медицинского оборудования в настоящее время действует пониженная ставка 10 %; для экспортируемых товаров и некоторых специфичных товаров (таких как почтовые марки, пошлины и лицензии) — ставка 0 %. Чтобы экспортёр получил право на нулевую ставку НДС при экспорте, он должен каждый раз подавать в налоговый орган заявление о возврате НДС и комплект подтверждающих документов.
Операции, не подлежащие налогообложению (статья 149 НК РФ):
1. предоставление арендодателем в аренду на территории Российской Федерации помещений иностранным гражданам или организациям, аккредитованным в Российской Федерации.
2. реализация (а также передача, выполнение, оказание для собственных нужд) на территории Российской Федерации, например:

- медицинских товаров отечественного и зарубежного производства по перечню, утверждаемому Правительством Российской Федерации;
- медицинских услуг, оказываемых медицинскими организациями и (или) учреждениями, врачами, занимающимися частной медицинской практикой, за исключением косметических, ветеринарных и санитарно-эпидемиологических услуг (не распространяется на ветеринарные и санитарно-эпидемиологические услуги, финансируемые из бюджета);
- пищевых продуктов, непосредственно произведённых столовыми образовательных и медицинских организаций и реализуемых ими в указанных организациях, а также пищевых продуктов, непосредственно произведённых организациями общественного питания и реализуемых ими указанным столовым или организациям;
- почтовых марок (за исключением коллекционных марок), маркированных открыток и маркированных конвертов, лотерейных билетов лотерей, проводимых по решению уполномоченного органа;
- монет из драгоценных металлов, являющихся законным средством наличного платежа Российской Федерации или иностранного государства (группы государств);
- товаров, помещённых под таможенную процедуру «магазина беспошлинной торговли»;
- товаров (работ, услуг) и имущественных прав налогоплательщиками, являющимися российскими маркетинговыми партнёрами Международного олимпийского комитета

Не подлежат налогообложению (освобождаются от налогообложения) на территории Российской Федерации, например:
- реализация (передача для собственных нужд) предметов религиозного назначения и религиозной литературы (в соответствии с перечнем, утверждаемым Правительством Российской Федерации)
- осуществление банками банковских операций (за исключением инкассации)
- осуществление отдельных банковских операций организациями, которые в соответствии с законодательством Российской Федерации вправе их совершать без лицензии Центрального банка Российской Федерации;
- оказание услуг адвокатами независимо от формы адвокатского образования, адвокатскими палатами субъектов Российской Федерации и Федеральной палатой адвокатов своим членам в связи с осуществлением ими профессиональной деятельности;
- операции займа в денежной форме и ценными бумагами, включая проценты по ним, а также операции РЕПО, включая денежные суммы, подлежащие уплате за предоставление ценных бумаг по операциям РЕПО.
- выполнение научно-исследовательских и опытно-конструкторских работ за счёт средств бюджетов,
- проведение работ (оказание услуг) по тушению лесных пожаров,
- проведение работ на территории иностранного государства по диагностике и ремонту производственного оборудования, вывезенного на территорию этого государства из России (письмо Минфина России от 17 августа 2012 г. N 03-07-08/252).

В случае, если налогоплательщиком осуществляются операции, подлежащие налогообложению, и операции, не подлежащие налогообложению (освобождаемые от налогообложения) в соответствии с положениями настоящей статьи, налогоплательщик обязан вести раздельный учёт таких операций.
Если в налоговом периоде не осуществляется отгрузка товаров (работ, услуг), операции по реализации которых освобождаются от налогообложения налогом на добавленную стоимость, то раздельный учёт налога не ведётся (письмо Минфина России от 02.08.2012 № 03-07-11/225).
Налогоплательщик, осуществляющий операции по реализации товаров (работ, услуг), предусмотренные настоящей статьи, вправе отказаться от освобождения таких операций от налогообложения, представив соответствующее заявление в налоговый орган по месту учёта в срок не позднее 1-го числа налогового периода, с которого налогоплательщик намерен отказаться от освобождения или приостановить его использование.
Такой отказ или приостановление возможен только в отношении всех осуществляемых налогоплательщиком операций. Не допускается, чтобы подобные операции освобождались или не освобождались от налогообложения в зависимости от того, кто является покупателем (приобретателем) соответствующих товаров (работ, услуг).
Не допускается отказ или приостановление от освобождения от налогообложения операций на срок менее одного года.
Налогоплательщики, перешедшие на упрощённую систему налогообложения, не являются плательщиками налога.
В последнее время (2004—2008) высказывается ряд предложений по полной отмене НДС в России или дальнейшем сокращении его ставок, впрочем, в ближайшее время изменений по НДС не предвидится, так как за счёт НДС формируется около четверти федерального бюджета России (О поступлении администрируемых ФНС России доходов в федеральный бюджет Российской Федерации в январе-ноябре 2008 года (недоступная ссылка)  (недоступная ссылка с 23-05-2013 [4450 дней] — история, копия)).
Налоговый период (статья 163 НК РФ) устанавливается как квартал.

### Налоговые ставки (статья 164 НК РФ)
1. Ставка 0 % применяется, например, при реализации товаров, вывезенных в таможенной процедуре экспорта; оказании услуг по международной перевозке товаров.
2. Ставка 10 % применяется, например, при реализации отдельных продовольственных товаров; товаров для детей; медицинских товаров.
3. Ставка 20 % — основная, применяется во всех остальных случаях.

### Порядок исчисления налога (статья 166 НК РФ)
Сумма налога при определении налоговой базы исчисляется как соответствующая налоговой ставке процентная доля налоговой базы, а при раздельном учёте — как сумма налога, полученная в результате сложения сумм налогов, исчисляемых отдельно как соответствующие налоговым ставкам процентные доли соответствующих налоговых баз.
Моментом определения налоговой базы (статья 167 НК РФ) является наиболее ранняя из следующих дат:
1. день отгрузки (передачи) товаров (работ, услуг), имущественных прав;
2. день оплаты, частичной оплаты в счёт предстоящих поставок товаров (выполнения работ, оказания услуг), передачи имущественных прав.
3. при передаче права собственности в целях настоящей главы приравнивается к его отгрузке.
4. При реализации налогоплательщиком товаров, переданных им на хранение по «договору складского хранения» с выдачей складского свидетельства, момент определения налоговой базы по указанным товарам определяется как день реализации складского свидетельства.
5. день уступки денежного требования или день прекращения соответствующего обязательства

Налогоплательщик имеет право уменьшить общую сумму налога, на установленные налоговые вычеты (статья 171 НК РФ).
Вычетам подлежат суммы налога, предъявленные налогоплательщику при приобретении товаров (работ, услуг), а также имущественных прав на территории Российской Федерации либо уплаченные налогоплательщиком при ввозе товаров на территорию Российской Федерации и иные территории, находящиеся под её юрисдикцией, в таможенных процедурах выпуска для внутреннего потребления, временного ввоза и переработки вне таможенной территории либо при ввозе товаров, перемещаемых через границу Российской Федерации без таможенного оформления.

### Порядок и сроки уплаты налога в бюджет (статья 174 НК РФ)
Налоговый период по НДС устанавливается как квартал.
Уплата налога по операциям, признаваемым объектом налогообложения, на территории Российской Федерации производится по итогам каждого налогового периода исходя из фактической реализации (передачи) товаров (выполнения, в том числе для собственных нужд, работ, оказания, в том числе для собственных нужд, услуг) за истёкший налоговый период равными долями не позднее 28-го числа каждого из трёх месяцев, следующего за истёкшим налоговым периодом.

### Порядок возмещения налога (статья 176 НК РФ)
В случае, если по итогам налогового периода сумма налоговых вычетов превышает общую сумму налога, исчисленную по операциям, признаваемым объектом налогообложения, полученная разница подлежит возмещению (зачёту, возврату) налогоплательщику.
После представления налогоплательщиком налоговой декларации налоговый орган проверяет обоснованность суммы налога, заявленной к возмещению, при проведении камеральной налоговой проверки.
По окончании проверки в течение семи дней налоговый орган обязан принять решение о возмещении соответствующих сумм, если при проведении камеральной налоговой проверки не были выявлены нарушения законодательства о налогах и сборах.
В случае выявления нарушений законодательства о налогах и сборах в ходе проведения камеральной налоговой проверки уполномоченными должностными лицами налоговых органов должен быть составлен акт налоговой проверки.
Акт и другие материалы камеральной налоговой проверки, в ходе которой были выявлены нарушения законодательства о налогах и сборах, а также представленные налогоплательщиком (его представителем) возражения должны быть рассмотрены руководителем (заместителем руководителя) налогового органа, проводившего налоговую проверку.
По результатам рассмотрения материалов камеральной налоговой проверки руководитель (заместитель руководителя) налогового органа выносит решение о привлечении налогоплательщика к ответственности за совершение налогового правонарушения либо об отказе в привлечении налогоплательщика к ответственности.
Одновременно с этим решением принимается:
- решение о возмещении полностью суммы налога, заявленной к возмещению;
- решение об отказе в возмещении полностью суммы налога, заявленной к возмещению;
- решение о возмещении частично суммы налога, заявленной к возмещению, и решение об отказе в возмещении частично суммы налога, заявленной к возмещению.

При наличии у налогоплательщика недоимки по налогу, иным федеральным налогам, задолженности по соответствующим пеням и (или) штрафам, подлежащим уплате или взысканию, налоговым органом производится самостоятельно зачёт суммы налога, подлежащей возмещению, в счёт погашения указанных недоимки и задолженности по пеням и (или) штрафам.

## Европейский союз
С самого начала вопросам гармонизации косвенного налогообложения в ЕС уделялось пристальное внимание, так как именно расхождения в регулировании косвенного налогообложения, по мнению основоположников европейской интеграции, представляли собой существенную преграду на пути свободного передвижения товаров, работ и услуг (А. С. Захаров, статья «Налоговая политика ЕС: правовые основы», журнал «ЗАКОН», сентябрь 2007 ). В результате чего гармонизация косвенного налогообложения была обозначена в качестве отдельной задачи европейской интеграции в Договоре о Европейском сообществе (ст. 90-93). См. также Налоговое право ЕС.
Выделяют следующие основные акты вторичного права ЕС в этой области:
- Первая директива Совета 67/227/EEC от 11 апреля 1967 года «О гармонизации законодательства государств-членов в отношении налогов с оборота» (не действует). Данный акт был принят с целью заменить многоуровневую кумулятивную систему косвенного налогообложения в государствах-членах ЕС и обеспечить достижение значительной степени упрощения налоговых расчётов и нейтральности фактора косвенного налогообложения по отношению к конкуренции в ЕС. Причём введение НДС, заменяющего иные налоги с оборота, стало обязанностью для государств-членов.
- Вторая и Третья директива Совета 68/227/ЕЕС от 11 апреля 1967 года и 69/463/EEC от 9 декабря 1969 года «О гармонизации законодательства государств-членов в отношении налогов с оборота — введение налога на добавленную стоимость в государствах-членах» (не действует). Данные акты предоставляли ряд отсрочек по введению НДС в некоторых государствах-членах.
- Шестая директива Совета 77/388/EEC от 17 мая 1977 года «О гармонизации законодательства государств-членов в отношении налогов с оборота — общей системы налога на добавленную стоимость: единообразной базы исчисления» (не действует). В положениях данного акта нашли своё отражение основные принципы функционирования системы НДС. Данный акт имел огромное количество изменений и дополнений. Он являлся полноценным налоговым актом. Отдельно необходимо отметить гармонизацию им ставок НДС в государствах-членах.
- Восьмая директива Совета 79/1072/EEC от 6 декабря 1979 года «О гармонизации законодательства государств-членов в отношении налогов с оборота — Положения о возмещении налога на добавленную стоимость налогооблагаемым лицам, не учреждённым на территории страны» (положения данного акта позволяют налогоплательщику одного государства-члена получать возмещение НДС в другом государстве-члене). С 01.01.2009 действует новая Директива.
- Тринадцатая директива Совета 86/560/EEC от 17 ноября 1986 года «О гармонизации законодательства государств-членов в отношении налогов с оборота — Положения о возмещении налога на добавленную стоимость налогооблагаемым лицам, не учреждённым на территории Сообщества» (данный акт позволяет налогоплательщику третьей страны получать возмещение НДС в государстве-члене ЕС). С 01.01.2009 действует новая Директива.
- Директива Совета 2006/112/ЕС от 28 ноября 2006 года «Об общей системе налога на добавленную стоимость» может считаться триумфом европейской налоговой интеграции. Действующий с 1 января 2007 года данный акт был принят для замены действующего интеграционного законодательства в сфере регулирования НДС (в частности знаменитой Шестой директивы) без внесения в него существенных изменений. Изменения коснулись в основном логической структуры документа. Акт состоит из 15 глав, 414 статей и 14 приложений, им определены: предмет и сфера применения (глава 1); территория применения (глава 2), налогооблагаемые лица (глава 3), налогооблагаемые сделки (глава 4); место осуществления налогооблагаемых сделок (глава 5), наступление налогового обязательства и взимание НДС (глава 6), налогооблагаемая сумма (глава 7), ставки (глава 8), освобождения/налоговые льготы (глава 9), вычеты (глава 10), обязанности налогооблагаемых лиц и отдельных категорий не облагаемых налогом лиц (глава 11), специальные схемы налогообложения (глава 12), положения предоставляющие отступление (глава 13), прочие положения (глава 14), заключительные положения (глава 15).

### Германия
В современной Германии общая ставка по НДС составляет 19 %, но для некоторых товаров существует сниженные ставки (для книг и пищевых продуктов ставка налога составляет 7 %).

### Латвия
В Латвии базовая ставка НДС (латыш. Pievienotās vērtības nodoklis, сокращённо — PVN) на протяжении многих лет составляла 18 %. Для некоторых товаров и услуг была установлена сниженная ставка НДС в размере 5 %, некоторые от НДС освобождены (применяется ставка 0 %).
С 1 января 2009 года базовая ставка увеличена с 18 % до 21 %, сниженная ставка НДС увеличена с 5 % до 10 %, значительно сокращён список товаров, к которым применяется сниженная ставка НДС.
С 1 января 2011 года решением правительства и под давлением международных кредиторов, базовая ставка НДС в стране была увеличена с 21 % до 22 %, а сниженная — с 10 % до 12 %.
С 1 июля 2012 года базовая ставка НДС была снижена с 22 % до 21 %. Снижение было проведено с целью приближения ставки НДС к ставкам в других странах Прибалтики, для содействия конкурентоспособности Латвии, а также для уменьшения давления инфляции.
Закон об НДС вступил в силу в 1995 году; одновременно был отменён налог с оборота.

## Ближний Восток

### Израиль
В Израиле НДС (ивр. מס ערך מוסף‎, сокращённо — מע"מ) введён с 1 июля 1976 в соответствии с рекомендациями правительственной комиссии, известной как «комиссия Ашера» (ивр. "ועדת אשר‎), налоговым управлением Израиля (ивр. רשות המסים בישראל‎), находящемся в подчинении Министерства финансов.
За историю Израиля ставка НДС изменялась несколько раз. Начальная ставка, введённая 1 июля 1976, составляла 8 %. В 1977 году его повысили до 12 %, в 1982 году — до 15 %. С 2015 до 2024 года НДС составлял 17 %, с января 2025 года он был повышен до 18 % из-за связанного с войной роста государственных расходов.
Единственный регион в Израиле, свободный от НДС — город Эйлат, который находится на побережье Красного моря и считается безналоговой торговой зоной.

## Азия и Океания
В Таиланде НДС (7 %) включается в цену всех товаров и услуг, а также в ресторанные счета. Для возврата НДС необходимо совершить покупку в одном магазине (обозначены надписью «VAT Refund for Tourists»), в один день, и на сумму не менее 2000 бат. На покупку оформляется специальная квитанция для возврата НДС.
В Малайзии НДС отсутствует. Налог, который платят предприятия Малайзии — корпоративный. Его ставка составляет 28 %. Общая ставка налога на продажу — 10 %, на винно-водочные изделия — 20 %, на сигареты — 25 %. Налоги на услуги платят со всех видов оказываемых услуг по ставке 5 %.
В Японии НДС нет, как нет и понимания английской аббревиатуры «VAT». Действует фиксированный налог с продаж («sales tax»), в дословном переводе с японского именуемый «налогом на потребление». До весны 2014 года ставка налога составляла 5 %, после — 8 % и уже включён в цену товара. Правительство Синдзо Абэ намеревалось повысить сбор до 10 % ещё в 2015 году, но в связи с общественным давлением вынуждено было отложить реформу. С 1 октября 2019 года ставка налога в 10 % всё же вступила в силу. В некоторых крупных магазинах при предъявлении на кассе загранпаспорта с визой вычитают налог с продаж на месте, оформляют квитанцию и прикрепляют степлером к визе. При выезде из страны перед прохождением визового контроля необходимо отдать визу с квитанциями специальному служащему, он лично должен открепить квитанции от визы.
В Казахстане ставка НДС составляет 12 процентов и применяется к размеру облагаемого оборота и облагаемого импорта.

## Северная Америка
В Канаде и США отсутствует НДС, однако почти во всех штатах есть налог с продаж разного уровня, доходит до 15 %.
В Мексике НДС включается в стоимость товаров и составляет в среднем 16 % от цены.
В Панаме НДС 5 % взимается только на определённые виды услуг, некоторые внешнеторговые операции. С оплаты бытовых услуг, транспорта, товаров потребительского сектора НДС не взимается.

## Таблица налоговых ставок

### СтраныЕС
| Страна     | Ставка                                | Ставка                                                                                                  | Аббревиатура | Название                                                                       |
| Страна     | Стандартная                           | Сниженная                                                                                               | Аббревиатура | Название                                                                       |
| ---------- | ------------------------------------- | --- | ------------ | ------------------------------------------------------------------------------ |
| Австрия    | 20 %                                  | 13 % или 10 %                                                                                           | USt.         | Umsatzsteuer                                                                   |
| Бельгия    | 21 %                                  | 12 % или 6 %                                                                                            | BTW TVA MWSt | Belasting over de toegevoegde waarde Taxe sur la Valeur Ajoutée Mehrwertsteuer |
| Болгария   | 20 %                                  | 7 % | DDS = ДДС    | Данък Добавена Стойност                                                        |
| Венгрия    | 27 %                                  | 5 % | áfa          | általános forgalmi adó                                                         |
| Дания      | 25 %                                  | | moms         | Merværdiafgift                                                                 |
| Германия   | 19 %                                  | 7 % | MwSt./USt.   | Mehrwertsteuer/Umsatzsteuer                                                    |
| Греция     | 24 % (до 1 июня 2016 г. — 23 %)       | 13 % или 6,5 % (Для островов бассейна Эгейского моря размер налога понижается на 30 %: 13 %, 6 % и 3 %) | ΦΠΑ          | Φόρος Προστιθέμενης Αξίας                                                      |
| Ирландия   | 23 %                                  | 13,5 %, 9 %, 4,8 % или 0 %                                                                              | CBL VAT      | Cáin Bhreisluacha Value Added Tax                                              |
| Испания    | 21 %                                  | 10 % или 4 %                                                                                            | IVA          | Impuesto sobre el valor añadido                                                |
| Италия     | 22 %                                  | 10 %, 6 %, или 4 %                                                                                      | IVA          | Imposta sul Valore Aggiunto                                                    |
| Кипр       | 19 %                                  | 8 % или 5 %                                                                                             | ΦΠΑ          | Φόρος Προστιθεμένης Αξίας                                                      |
| Латвия     | 21 %                                  | 10 % с 2011 года 12 %                                                                                   | PVN          | Pievienotās vērtības nodoklis                                                  |
| Литва      | 21 %                                  | 9 % или 5 %                                                                                             | PVM          | Pridėtinės vertės mokestis                                                     |
| Люксембург | 17 %                                  | 14 %, 8 %, 3 %                                                                                          | TVA          | Taxe sur la Valeur Ajoutée                                                     |
| Мальта     | 18 %                                  | 5 % | TVM          | Taxxa tal-Valur Miżjud                                                         |
| Нидерланды | 21 %                                  | 6 % | BTW          | Belasting over de toegevoegde waarde                                           |
| Польша     | 23 %                                  | 8 %, 5 % или 0 %                                                                                        | PTU/VAT      | Podatek od towarów i usług                                                     |
| Португалия | 23 %                                  | 13 % или 6 %                                                                                            | IVA          | Imposto sobre o Valor Acrescentado                                             |
| Румыния    | 19 % (до 2016 — 24 %, до 2017 — 20 %) | 9 % или 5 %                                                                                             | TVA          | taxa pe valoarea adăugată                                                      |
| Словакия   | 23 % (до 2025 — 20 %)                 | 19 % или 5 % (до 2025 — 10 %)                                                                           | DPH          | Daň z pridanej hodnoty                                                         |
| Словения   | 22 % (до 1 июля 2013 — 20 %)          | 9,5 % (до 1 июля 2013 — 8,5 %)                                                                          | DDV          | Davek na dodano vrednost                                                       |
| Финляндия  | 24 %                                  | 14 % или 10 %                                                                                           | ALV Moms     | Arvonlisävero Mervärdesskatt                                                   |
| Франция    | 20 %                                  | 10 % или 5,5 % или 2,1 %                                                                                | TVA          | Taxe sur la Valeur Ajoutée                                                     |
| Хорватия   | 25 %                                  | 0 % | PDV          | Porez na dodanu vrijednost                                                     |
| Швеция     | 25 %                                  | 12 % или 6 % или 0 %                                                                                    | Moms         | Mervärdesskatt                                                                 |
| Чехия      | 21 %                                  | 15 % или 10 %                                                                                           | DPH          | Daň z přidané hodnoty                                                          |
| Эстония    | 22 % (до 31 декабря 2023 — 20 %),     | 9 % | km           | käibemaks (дословно «налог с оборота»)                                         |

### Остальные страны
| Страна                   | Ставка      | Ставка              | Название на официальных языках                                                                                       |
| Страна                   | Стандартная | Сниженная           | Название на официальных языках                                                                                       |
| ------------------------ | ----------- | ------------------- | --- |
| Албания                  | 20 %        |                     | |
| Азербайджан              | 18 %        |                     | ƏDV (Əlavə Dəyər Vergisi)                                                                                            |
| Австралия                | 10 %        | 0 %                 | GST (Goods and Services Tax)                                                                                         |
| Аргентина                | 21 %        | 10,5 % или 0 %      | IVA (Impuesto al Valor Agregado)                                                                                     |
| Армения                  | 20 %        | 0 %                 | ԱԱՀ (Ավելացված արժեքի հարկ)                                                                                          |
| Беларусь                 | 20 %        | 10 %, 0,5 % или 0 % | ПДВ (падатак на дададзеную вартасць) / НДС (налог на добавленную стоимость)                                          |
| Босния и Герцеговина     | 17 %        |                     | PDV (porez na dodatu vrijednost)                                                                                     |
| Великобритания           | 20 %        | 5 % или 0 %         | VAT (Value Added Tax)                                                                                                |
| Венесуэла                | 11 %        | 8 %                 | IVA (Impuesto al Valor Agregado)                                                                                     |
| Вьетнам                  | 10 %        | 5 % или 0 %         | GTGT (Gia Tri Gia Tang)                                                                                              |
| Гайана                   | 16 %        | 14 %                | |
| Грузия                   | 18 %        | 0 %                 | დღგ (ДХГ) (დამატებითი ღირებულების გადასახადი)                                                                        |
| Остров Джерси            | 3 %         | 0 %                 | GST (Goods and Sales Tax)                                                                                            |
| Доминиканская Республика | 6 %         | 12 % или 0 %        | |
| Исландия                 | 24,5 %      | 14 %                | VSK (Virðisaukaskattur)                                                                                              |
| Индия                    | 12,5 %      | 4 %, 1 % или 0 %    | |
| Израиль                  | 17 %        |                     | מע"מ (מס ערך מוסף)                                                                                                   |
| Казахстан                | 12 %        | 0 %                 | ҚҚС (қосылған құн салығы) / НДС (налог на добавленную стоимость)                                                     |
| Камбоджа                 | 10 %        | 0 %                 | VAT (Value Addet Tax)                                                                                                |
| Кыргызстан               | 12 %        | 0 %                 | КНС (кошумча нарк салыгы) НДС (налог на добавленную стоимость)                                                       |
| Китай                    | 13 %        | 2,3,4,6,13 %        | 增值税 |
| Ливан                    | 10 %        |                     | |
| Северная Македония       | 18 %        | 5 %                 | ДДВ (Данок на Додадена Вредност)                                                                                     |
| Малайзия                 | 5 %         |                     | |
| Мексика                  | 16 %        | 0 %                 | IVA (Impuesto al Valor Agregado)                                                                                     |
| Молдова                  | 20 %        | 8 % или 5 % или 0 % | TVA (Taxa pe Valoarea Adăugată)                                                                                      |
| Новая Зеландия           | 15 %        |                     | GST (Goods and Services Tax)                                                                                         |
| Норвегия                 | 25 %        | 14 % или 8 %        | MVA (Merverdiavgift) (неофиц. moms)                                                                                  |
| ОАЭ                      | 5 %         |                     | VAT (Value-Added Tax)                                                                                                |
| Парагвай                 | 10 %        | 5 %                 | IVA (Impuesto al Valor Agregado)                                                                                     |
| Перу                     | 18 %        |                     | IGV (Impuesto General a las Ventas)                                                                                  |
| Россия                   | 20 %        | 10 % или 0 %        | НДС (Налог на добавленную стоимость)                                                                                 |
| Сальвадор                | 13 %        |                     | IVA (Impuesto al Valor Agregado)                                                                                     |
| Сербия                   | 20 %        | 8 % или 0 %         | PDV (Porez na dodatu vrednost)                                                                                       |
| Сингапур                 | 9 %         |                     | GST (Goods and Services Tax)                                                                                         |
| Таджикистан              | 15 %        | 0 %                 | ААИ (Андоз аз арзиши иловашуда)                                                                                      |
| Таиланд                  | 7 %         |                     | ภาษีมูลค่าเพิ่ม |
| Тринидад и Тобаго        | 15 %        |                     | |
| Туркменистан             | 15 %        | 0 %                 | GBS (Goşulan baha üçin salgyt)                                                                                       |
| Турция                   | 18 %        | 8 % или 1 %         | KDV (Katma değer vergisi)                                                                                            |
| Узбекистан               | 12 %        | 0 %                 | QQS (Qo’shimcha qiymat solig’i)                                                                                      |
| Украина                  | 20 %        | 7 % или 0 %         | ПДВ (податок на додану вартість)                                                                                     |
| Уругвай                  | 23 %        | 14 %                | IVA (Impuesto al Valor Agregado)                                                                                     |
| Филиппины                | 12 %        |                     | RVAT (Reformed Value Added Tax) / karagdagang buwis                                                                  |
| Чили                     | 19 %        |                     | IVA (Impuesto al Valor Agregado)                                                                                     |
| Эквадор                  | 12 %        |                     | IVA (Impuesto al Valor Agregado)                                                                                     |
| Швейцария                | 8 %         | 3,8 % или 2,5 %     | MWST (Mehrwertsteuer) / TVA (Taxe sur la valeur ajoutée) / IVA (Imposta sul valore aggiunto) / VAT (Value Added Tax) |
| Шри-Ланка                | 15 %        |                     | |
| ЮАР                      | 14 %        | 0 %                 | VAT (Valued Added Tax)                                                                                               |
| Республика Корея         | 10 %        |                     | 부가세 = 부가가치세                                                                                                  |

1. ↑  На протяжении нескольких лет остров Джерси готовится к введению налога на продажи для покрытия крупного бюджетного дефицита. Размер НДС будет составлять 3 %. НДС, возможно, не будет взиматься на местные пищевые продукты (то есть продукты, освобождённые от пятипроцентного «островного налога») и детскую одежду.
2. ↑  В октябре 2006 года правительство сообщило, что, начиная с марта 2007, сниженная ставка будет составлять 7 %. Сниженной ставкой будут облагаться большая часть пищевых продуктов, обогрев, номера в отелях, печатные издания, и (с 1 марта 2007) питание в ресторанах.
3. ↑  В 2 из 28 индийских штатов НДС не взимается.
4. ↑  НДС в Израиле постепенно колеблется. В марте 2004 года он был снижен с 18 % до 17 %, в сентябре 2005 — до 16,5 %, 1 июля 2006 — до 15,5 %. Планировалось дальнейшее снижение, но в дальнейшее произошло повышение до 17 % и с 2025 года запланировано повышение до 18 %
5. ↑  Законом Республики Казахстан от 7 июля 2006 года № 177 «О внесении изменений и дополнений в некоторые законодательные акты Республики Казахстан по вопросам налогообложения» снижены ставки НДС: с 1 января 2007 года с 15 до 14 %, с 1 января 2008 года с 14 до 13 %, а с 1 января 2009 года с 13 до 12 %.
6. ↑  Данные налоги не взимаются в Гонконге и Макао, представляющих собой финансово независимые специальные административные регионы. Ставка 13 % применяется для льготных категорий товаров, 3 % — для малых налогоплательщиков, 2 %, 4 % и 6 % — по упрощённой системе сбора НДС.
7. ↑  Принимая бюджет на 2005 год, правительство сообщило, что НДС будет введён в январе 2007. Сообщается, что товары первой необходимости и мелкие бизнесы будут освобождены от уплаты НДС или облагаться по льготной схеме. Уровень НДС ещё не объявлен.
8. ↑  1 января 2006 президент Филиппин получил право повысить НДС до 12 %. НДС был повышен до 12 % 1 февраля.